# 幻影殺手
幻影殺手是漫威漫畫中的虛構人物。由法蘭克·米勒創作，首次出現於《夜魔俠》第168期（1981年1月）。
幻影殺手被Comics Buyer's Guide列為漫畫史上前一百名性感女性的第22名。

## 出版歷史
艾莉崔由漫畫家法蘭克·米勒創造，首次出現在夜魔俠漫畫 #168（1981 年1月）中。米勒根據女性健美運動員麗莎·里昂的形象塑造了這個角色。最初，米勒打算讓艾莉崔作為單一事件出場中的一次性角色，但她反而成為了《夜魔俠》中經常出現的敵人(或反英雄)，直到她在《夜魔俠》 第181期（1982 年 4 月）中去世。不久之後她復活了，但故事敘述說明中表明:絕不能讓夜魔俠再遇到她。
在此角色消失了十幾年後，她再次出現在《夜魔俠》 #324-327（1994 年 1 月至 4 月）中，並在《金鋼狼漫畫》#100-106中短暫擔任配角。之後，她也獲得了自己的同名漫畫連載。
她也出現在2012年《雷霆特攻隊》系列中。

## 人物經歷

### 家庭和早年生活
艾莉崔·納崔斯（Elektra Natchios）出生於愛琴海附近的一個島國賽普勒斯，父親名為雨果·科斯塔斯·納崔斯（Hugo Kostas Natchios），母親名為克莉絲緹娜·納崔斯（Christina Natchios）。她有一個名叫奧雷斯特茲·納崔斯 （Orestez Natchios）的哥哥。
關於她的家族史有兩個相互矛盾的版本。在1995年3月至6月連載的《艾莉崔：邪惡根源》(Elektra: Root of Evil) #1-4中，她的母親克莉絲緹娜被奧雷斯特茲僱傭的刺客給殺害，而在1995年出版的《艾莉崔》（Vol.1）#18中，克莉絲緹娜是在希臘的一場公民運動期間被一名叛亂分子殺害。在這兩種版本中，她都在臨終前早產了艾莉崔。
當九歲的艾莉崔被綁匪襲擊時，這些人都被奧雷斯特茲殺死，奧雷斯特茲在離開家後，成長為一名熟練的武術家。他告訴他的父親，艾莉崔需要學習自衛。於是雨果聘請了一位老師教她武術。
在1986年8月出版《艾莉崔：刺客》#1中，成年的艾莉崔對她五歲時被父親強奸的記憶模糊不清。多年來的心理諮詢和藥物治療使她確信這是一個錯誤的記憶，但懷疑仍然存在。艾莉崔在她父親的身邊長大，但被黑暗的幻象和不明來源的聲音所困擾。她偶爾會因他們而做出自殘的反應。她的父親最終將她送去接受心理治療以讓她變得更加穩定。但始終不確定艾莉崔是真的變得更穩定了，還是只是看起來變得穩定了。

### 成年
雨果·納崔斯最終擔任了希臘駐美國大使。19歲的艾莉崔前往美國紐約市並在哥倫比亞大學就讀。她在那裡認識了她的同學馬特·梅鐸並開始與他約會。
一年後，艾莉崔和她的父親被恐怖分子綁架。馬特的試圖拯救他們但失敗了，雨果·納崔斯被槍殺了。艾莉崔失去了信心和希望。她從哥倫比亞大學退學，前往中國學習武術。一個叫做真純會的組織的一名成員棍叟發現了她的靈魂中的黑暗，並試圖親自訓練她。但艾莉崔最終加入了神秘的忍者組織“手合會”。手合會把她訓練成一名刺客。她後來脫離了手合會，成為一名獨立特工。她再次遇到了如今身為超級英雄夜魔俠的馬特·梅鐸。她在殺死一名罪犯阿拉里奇·瓦倫奎斯特（Alarich Wallenquist）的任務中擊敗了夜魔俠。然而，她的任務失敗了，阿拉里奇雇用了一名保鑣，夜魔俠將她從保鑣手中救出來，並向她透露了他的秘密身份。雖然兩人常一起對抗手合會，但他們也經常發生衝突。
艾莉崔後來與夜魔俠一起對抗角鬥士。後來，她還擊敗了手合會的刺客鬼蟀。
很快地，艾莉崔成為了紐約市的黑幫老大金霸王所僱用的首席刺客，她某天受金霸王的命令去恐嚇一名在《號角日報》工作的記者班·尤瑞克，卻再次與夜魔俠發生激烈衝突。接著，金霸王派她去殺死夜魔俠的搭檔佛吉·尼爾森。當佛吉認出艾莉崔是馬特的大學女友時，她心軟了，並沒有殺死佛吉。
在一場爭奪成為金霸王的首席刺客的戰鬥中，艾莉崔被靶眼用她自己的釵給刺中要害。艾莉崔努力地爬到了夜魔俠的房子，然後死在了他的懷裡。後來，手合會的成員偷走了艾莉崔的屍體並試圖復活她。夜魔俠在真純會的磐石的幫助下，擊敗了手合會的忍者。夜魔俠隨後試圖讓艾莉崔自己復活。雖然失敗了，但確實起到了淨化艾莉崔靈魂的作用。艾莉崔的屍體隨後消失了，而磐石也消失了。
後來，磐石復活了艾莉崔，然後派她去幫助X戰警的成員金鋼狼，當時金鋼狼的身心都已經退化為野獸形態。她幫助訓練他重新回到他可以再次作為人類思考和發聲的程度，並在他恢復正常狀態後與他共度了一段時光。
在她與金剛狼的合作關係結束一段時間後，有人透露，當艾莉崔被磐石復活時，艾莉崔的黑暗面與她本人分離了，這是受到夜魔俠當時執行的儀式的結果。她邪惡的黑暗面自稱艾瑞尼絲（Erynys）。她攻擊了艾莉崔，最後被艾莉崔殺死，並回到了艾莉崔的靈魂中。
艾莉崔接著受僱於尼克·福瑞，尼克派她暗殺與犯罪組織九頭蛇結盟的伊拉克領導人薩達姆·阿貝德·達薩姆（Saddam Abed Dassam） ，並從他們那裡取回了天蠍鑰匙（Scorpio Key）。弗瑞聘用她是為了避免在全球政界承擔責任。九頭蛇也試圖僱用她，但被她拒絕了。於是他們派銀武士去對付她，儘管當時銀武士看似被艾莉崔給殺了，但他在之後的其他漫畫中仍持續登場。當她最終取得了天蠍鑰匙後，她拒絕將其交給弗瑞，她認為他不能擁有如此強大的武器。相反的，她把鑰匙交給了殺害她父親的警察保管，並要求他不要讓她失望。

### 金鋼狼：國家公敵
艾莉崔後來開始與神盾局合作。
九頭蛇和手合會聯手殺死了許多英雄，並將他們復活，將他們變為殺人機器，其中就包括金鋼狼。基於艾莉崔與金鋼狼的關係以及她與手合會的過節，尼克·弗瑞聘請艾莉崔來領導任務，並支付給她超過200,000美元。艾莉崔努力阻止金鋼狼殺人，並試圖讓他恢復正常。在與手合會的戰鬥中，艾莉崔被殺死並被們復活為手合會的戰士，最終成為他們的領袖。她與受手合會操控的北星和其他被手合會殺死並復活的英雄們一起攻擊神盾局，艾麗卡襲擊了尼克·弗瑞，重傷了他，並摧毀了一艘神盾局的直升機。
多虧了神盾局，金鋼狼終於清醒過來，並且想要報仇雪恨。在與艾莉崔的戰鬥中，她使用手合會賦予她的新能力，在精神上與他交談。她解釋說，被手合會殺死是她的計劃的一部分。目的就是要被他們復活並滲透到組織中，她讓手合會相信他們已經成功地將她復活為一個被洗腦的戰士。她告訴金鋼狼，他們會一起拿下手合會和九頭蛇。他們擊退了許多忍者並取得了勝利。然而，手合會的高貢攻擊了艾莉崔並讀取了她的想法，看到弗瑞在哪裡接受治療，他還發現梵蒂岡雇用了她來殺他。高貢傳送到弗瑞的藏身處，想殺死他，艾莉崔緊跟在後。艾莉崔命令神盾局士兵攻擊高貢。高貢擊倒了艾莉崔。最後，金鋼狼利用他的爪子反射高貢將人石化的能力，打敗了他，並將他變成石頭的身體粉碎。
之後，尼克寫信告訴幻影貓，艾莉崔倖存了下來，但是失蹤了。她有可能躲在東歐，創建了自己的民兵組織，並打算將其打造為她自己的手合會。不過尼克告訴幻影貓，目前看來，艾莉崔對他們並不是個威脅。實際上，在直升機被摧毀後的那段時間裡，艾莉崔被一群史克魯爾人綁架，並被他們的族人給冒充了身分。

### 夜魔俠和金霸王
之後，艾莉崔重新出現，並幫助夜魔俠解決與金霸王帶來的威脅。金霸王為了換取他的自由而向美國聯邦調查局提供了證明馬特·梅鐸就是夜魔俠的確切證據。而這些證據就是艾莉崔在過去幫助金霸王蒐集到的，因此她覺得自己有義務幫助馬特。黑寡婦告訴馬特，艾莉崔現在是手合會的領導者。
夜魔俠與艾莉崔、黑寡婦和白虎在保管金霸王的證據的建築物前會面。他們打算在聯邦調查局到達之前偷走證據，但他們突然遭到靶眼襲擊。夜魔俠與艾莉崔與靶眼戰鬥，在激烈的戰鬥後，他們取得了勝利。然而，夜魔俠突然被現在為聯邦調查局工作的帕拉丁射中，並在艾莉崔的懷裡流了很多血。艾莉崔隨後將馬特帶到了夜班護士那裡，但又決定將馬特交給手合會治療。黑寡婦出現並反對她的想法。兩人展開了戰鬥，手合會也在此時治癒了馬特。
艾莉崔最後跳出了夜班護士的醫療室的窗外，並與盧克·凱奇發生爭吵，她隨後便應馬特的要求迅速離開現場。
但後來的劇情表示這段期間的艾莉崔都是由史克魯爾人假扮的，並非她本人。

### 秘密入侵
艾莉崔再次出現，且似乎再次被手合會汙染了。她殺死並復活了回聲，打算將她作為手合會的武器。新復仇者拯救了回聲，回聲刺死了艾莉崔。然而，在艾莉崔死後，他們發現這實際上是一名偽裝成她的史克魯爾人。這代表即使是新復仇者聯盟的成員蜘蛛人、金剛狼和奇異博士也無法發現辨認出史克魯爾人的偽裝。
在《威武復仇者》#16 中說明了艾莉崔成為了許多史克魯爾人想冒充的目標，然而，艾莉崔與他們戰鬥並殺死了他們。接著，她被擁有隱形能力及鋼化身軀的超級史克魯爾人打倒。一個名叫帕貢(Pagon)的史克魯爾人取代了艾麗崔，她就是後來被回聲殺死的那個史克魯爾人。帕貢的死也是史克魯爾人的秘密入侵計劃的一部分，代表了他們想要取代全世界的超級英雄的“象徵”。
真正的艾莉崔被發現還活著，並被囚禁在一艘史克魯爾人的飛船上，並在英雄們與史克魯爾人的決戰中被救出，之後她被關押在神盾局。

### 黑暗王朝
在《黑暗王朝》的故事中，諾曼·奧斯朋下令對艾莉崔進行研究和監視，以獲取有關的信息。帕拉丁受到了8200萬美元的委託，闖入神錘局總部，打算殺死艾莉崔。但艾莉崔擊倒了他，並強迫他交出牢房的鑰匙。在離開牢房前，她還殺了那些折磨她的審訊者。在擊倒了幾個神錘局特工後，她逃出了那裡，並逃到馬特·梅鐸的辦公室，搜查了他的急救用品藏匿處。在遇到佛吉之後，她因先前的大量失血而暈倒。
艾莉崔醒來後，發現自己被銬在夜班護士的診所的病床上。護士解釋說，她是為了自己的安全而幫她戴上手銬，艾莉崔很輕易地擺脫了手銬。但一個名叫妮可(Nico)的女殺手突然闖入並試圖殺死她們兩人。艾莉崔將妮可打出窗外，然後拿了一把她的武器，同時告訴夜班護士快點逃跑。艾莉崔跳進小巷，與妮可戰鬥，卻發現另一個名叫卡麥(Carmine)的殺手也試圖從屋頂用狙擊步槍殺死她。她在躲避卡麥的射擊的同時，擊敗了妮可，並從妮可那裡獲得了一些關於她為何成為暗殺目標的線索。在屋頂上的卡麥被裝扮成鷹眼的靶眼殺死，原來，諾曼·奧斯朋派了他來殺死艾莉崔。
艾莉崔爬到樓頂與第三個刺客對峙，卻在發現他是靶眼時大吃一驚。妮可也到了屋頂，發現卡麥已被靶眼殺死，她與靶眼開始戰鬥。靶眼試圖用有毒的箭殺死妮可，但她被艾莉崔救了下來，但不小心中了箭頭上的毒）。靶眼然後將看似鎮靜的艾莉崔踢出建築物，並在街上與她對決。他試圖像上次一樣，用她自己的釵刺死她。然而，這一次艾莉崔戰勝了他，並用他的箭從他的背部用力刺了他。妮可再次打斷他們的戰鬥，試圖射殺逃跑的靶眼。神錘局特工加入戰局並射殺了妮可，但在他們想殺死艾莉崔時，被在一旁埋伏的金剛狼殺死。
接著，金剛狼向艾莉崔透露妮可逃跑後的去向，艾莉崔試圖解決這問題並和平結束衝突。她發現雇用妮可和卡麥來殺她的人，是前神盾局特工-布拉爾斯探員(Brothers)。布拉爾斯說艾莉崔要對在直升機墜毀事件中殺死數百名神盾局特工負責。艾莉崔表示自己對這件事沒有任何記憶，否認這些指控，並表示這些事是冒充她的史克魯爾人做出來的。然而，諾曼·奧斯朋隨後出現，表示艾莉崔實際上是在這起事件之後才被綁架的，她之所以對此事沒有任何記憶，是因為她使用了一種思維技巧來“忘記”她的復活和這些事件，以防止史克魯爾人從她口中問出這些事。艾莉崔的記憶回復，並表示她確實是這起事件的犯人。然後她便殺死了妮可和布拉爾斯探員。

### 紅色代號
艾莉崔捲入了一起與紅浩克、X特攻隊、一個名為紅女浩克的新反派以及其他一些知名僱傭兵（如死侍和懲罰者）有關的事件。

### 影域
在影域故事中，棍叟試圖說服艾莉崔幫助阻止手合汙染夜魔俠。然而她拒絕了，因為她想讓他像她一樣冷酷無情。在她目睹了夜魔俠殺死靶眼的轉播畫面後，她重新考慮了。她加入了手合會，取得影域要塞的情報，並幫助超級英雄滲透進來。艾麗崔發現夜魔俠和傷寒瑪莉打算復活把眼。她偷偷幫助超級英雄潛入要塞，阻止夜魔俠復活靶眼。於是戰鬥爆發了，就在艾莉崔試圖接觸馬特時，手合會的惡魔完全控制了他。在他擊敗了幾乎所有超級英雄後，鐵拳俠使用他的氣擊退了惡魔，治癒了馬特的靈魂。艾莉崔則在馬特的腦海中鼓勵他抵抗惡魔。為了阻止惡魔製造更多的混亂，馬特最後決定自殺。艾莉崔後來復活了馬特。
艾莉崔之後加入了紅浩克的雷霆特攻隊。
在復仇者：對峙！故事中，艾莉崔因某種未知原因被監禁在歡樂山(Pleasant Hill)，一個由神盾局建立的特殊監獄，他們利用宇宙魔方變化成的少女科比克的能力將犯人們的思想都變成快樂的普通居民。艾莉崔變成了警長伊娃(Eva)。並她愛上變成了冰淇淋小販亨利的吸收人。齊莫男爵和修理者使用機器將所有囚犯恢復成原本的樣子後，艾莉崔也變了回來。她說服吸收人不要傷害無辜的生命。
在內戰2的故事中，艾莉崔申請加入神盾局，以彌補她對直升機墜毀事件的過失。菲爾·考森因立場不同而離開神盾局後，艾莉崔擔任了主管的職位。當考森試圖干擾利用異人尤利西斯·凱恩 (Ulysses Cain)預測未來的能力來阻止犯罪的計劃時，艾莉崔發現她的神盾局團隊中的里奧·費茲是考森留下的內奸，她向局長瑪麗亞·希爾警告了這件事。同時，她還讓葛蘭特·沃德重新回到神盾局，為確保他的忠誠，她還在他的脖子上放了一個能遙控爆炸的項圈。

## 能力
艾莉崔的主要能力是對武術和武器的深入了解。她學習過中國、泰國和日本的古代武術。她最擅長的武器是源於日本沖繩縣的釵，這是她最常使用的武器。她還精通武士刀、匕首、三節棍和手裏劍。她是忍術、合氣道和空手道的大師。艾莉崔也是名奧運級運動員，體操和游泳都很強，具有高水平的運動能力、力量、速度、耐力、敏捷性、靈巧性、反射和反應、協調、平衡和持久力。她對疼痛、高溫和低溫都具有抵抗力。她還能夠躲在陰影中並以極快的速度移動，即使在白天也能隱藏蹤跡。
艾莉崔有催眠他人的能力，能使他們看到幻覺或其他現象。她也能將她的思想“扔”到其他人的腦海中。例如，她能夠通過暫時“借用”人們的思想並在她尋找獵物的同時通過他們行動來追蹤她的敵人。這種暫時的精神控制使她能夠隱約嗅出目標的心理或意圖。
艾莉崔也擁有低水平的心靈感應能力。她可以通過心靈感應與擁有類似精神紀律水平的人進行交流，例如真純者的成員。艾莉崔在與手合會一起訓練期間掌握了這種能力，並將她與手合會所信奉的神祇-獸(The Beast)在精神上聯繫起來。

## 其他媒體

### 電影
- 《夜魔俠》（2003年）：由珍妮佛·嘉納飾演幻影殺手。
- 《幻影殺手》（2005年）：由珍妮佛·嘉納回歸飾演幻影殺手。
- 漫威電影宇宙：由珍妮佛·嘉納回歸飾演幻影殺手。
  - 《死侍與金鋼狼》（2024年）

### 電視劇
- 漫威電影宇宙：由艾洛蒂·袁飾演幻影殺手。
  - 《夜魔俠》第二季（2016年）[3]
  - 《捍衛者聯盟》（2017年）[4]

### 遊戲
- 《漫威：未來之戰》：手機遊戲，幻影殺手是玩家可使用角色之一。